# Социально-преобразующие инвестиции
Социально-преобразующие инвестиции, также инвестиции социального воздействия и импакт-инвестиции (англ. impact investing), относятся к инвестициям «в компании, организации и фонды с целью создания измеримого, общественно или экологически полезного воздействия, а также для получения финансовой отдачи».
Социально-преобразующие инвестиции могут совершаться как на развивающихся, так и на развитых рынках, и «целевой диапазон доходов может варьировать от ниже рыночного до выше рыночного», в зависимости от обстоятельств. Инвестиции социального воздействия, как правило, ведут своё начало от социальных вопросов или экологических проблем. Импакт-инвесторы стремятся разместить капитал в предприятия, некоммерческие организации и фонды, деятельность которых нацелена на позитивные преобразования в общественно-значимых областях.
Наиболее распространённой формой импакт-инвестирования является заёмное или долевое финансирование, среди других форм: инвестирование через частные капиталовложения/венчурный капитал, инвестирование с фиксированной доходностью.
Типичными и самым распространёнными объектами социально-преобразующего инвестирования являются социальные предприятия. В импакт-инвестировании используются различные, подчас довольно сложные, финансовые инструменты, в частности, действующие по принципу оплаты за результат. На 2019 год наиболее популярным инструментом импакт-инвестирования являются зелёные облигации: их ежегодный выпуск составляет 230 млрд долларов США.
Для защиты инвесторов от рисков создаются специальные организационно-правовые формы социальных предприятий, предусматривающие контроль приоритета социальной миссии, обязательную социальную/экологическую отчётность, а при необходимости — блокировку активов. Другие инструменты контроля и оценки эффективности адресатов социально-преобразующих инвестиций — различные системы рейтингования и сертификации, обеспечивающие независимую экспертную оценку результативности их деятельности. Благодаря этим мерам, импакт-инвестирование в среднем характеризуются сопоставимыми рисками и доходностью, что и традиционное инвестирование.
Отсутствие единой метрики или методики оценки эффективности социально-преобразующих инвестиций ограничивает рост этого рынка. В итоге выбор той или иной модели и показателей оценки эффекта подчас оказывается ключевым фактором для подтверждения результативности.
В ряде стран государство оказывает законодательную поддержку импакт-инвесторам, вводя для них налоговые льготы. В некоторых юрисдикциях (Великобритания, Япония, Австралия) к социально-преобразующей инвестиционной деятельности допущены пенсионные фонды.

## Понятие
Приблизительно к 2007 году сложился термин «инвестиции воздействия» — обозначивший подход сознательного учёта нематериальных активов наряду с материальными, финансовыми. Приверженность измерению социальных и экологических показателей, с той же строгостью, что и финансовых, является обязательным атрибутом импакт-инвестирования.

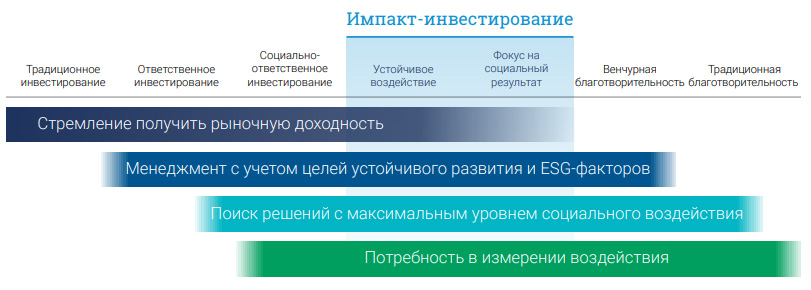
Место импакт-инвестирования в ряду смежных видов деловой активности и их характеристики

На оси степени учёта прибыли и социального воздействия, где слева находится только учёт прибыли (традиционное инвестирование), а справа — традиционная благотворительность (максимально быстрое и «точечное» социальное воздействие, не предполагающее возврата понесённых затрат) социально-преобразующее инвестирование располагается между социально ответственным инвестированием и венчурной филантропией (см. схему). Таким образом, импакт-инвестирование подразумевает окупаемое и, следовательно, устойчивое воздействие, сфокусированное на социальном результате. От социально ответственного инвестирования оно отличается большей нацеленностью на решение социальных и экологических проблем. Результат такого воздействия является такой же важной целью инвестирования, как и финансовый результат. Это предполагает необходимость оценки и измерения полученного социального (экологического) результата. В свою очередь, венчурная филантропия, при той же сфокусированности на социальных преобразованиях, отличается от импакт-инвестирования готовностью к отказу от прибыли.
Более широким понятием, по сравнению с импакт-инвестированием, является ESG-инвестирование. Оно предполагает инвестирование в компании, одновременно удовлетворяющие трём условиям:
1. высокий уровень сохранения окружающей среды;
2. культивирование хороших взаимоотношений с клиентами, сотрудниками, деловыми партнёрами и местным сообществом;
3. следование передовым практикам корпоративного управления[8].

## История
Исторически, регулирование и, в меньшей степени, филантропия — представляли собой попытку минимизировать негативные социальные последствия предпринимательской деятельности. Однако, история сохранила примеры отдельных инвесторов, использовавших социально ответственное инвестирование для выражения своих ценностей. Такое инвестиционное поведение выражалось, как правило, в стремлении избегать инвестирования в предприятия или виды деятельности, влекущие негативные последствия.
В 1984 году была основана US SIF: The Forum for Sustainable and Responsible Investment (US SIF, до 2011 года — Social Investment Forum) — международная ассоциация индустрии устойчивого развития, со штаб-квартирой в Вашингтоне.
В 1990 году американским консультантом Эми Домини был введён Domini 400 Social Index — индекс капитализации компаний, следующих принципам социальной ответственности.
В 1990-е годы Джед Эмерсон выступает за смешанно-ценностный подход, согласно которому фондам следует направлять пожертвования в соответствии со своей миссией, а не со стратегией получения максимальной финансовой прибыли, как это было принято ранее.
Одновременно при оценке деятельности корпораций, как изнутри, так и снаружи, стали учитываться такие аспекты как предотвращение загрязнения окружающей среды, корпоративная социальная ответственность, получила распространение концепция тройного критерия. В 2000 году Барух Лев из Бизнес-школы Штерна, сопоставил идеи о нематериальных активах в книге с одноимённым названием (Intangibles: Management, Measurement, and Reporting), поспособствовав их дальнейшему развитию.

Логотип инициативы PRI (Principles for Responsible Investment)

В 2006 году при поддержке ООН была создана международная сеть инвесторов PRI (Principles for Responsible Investment), придерживающихся 6 принципов ответственного инвестирования. Эти принципы провозглашают верность идеалам ESG-инвестирования и их всемерное распространение. Совокупные активы под управлением подписантов оцениваются в 4 трлн долларов.
В 2007 году Фонд Рокфеллера совместно с крупнейшими инвестиционными банками ввёл в обращение термин «импакт-инвестиции». В том же году Европейский инвестиционный банк выпустил первые зелёные облигации, а через год такую облигацию выпустил Мировой банк.
В 2009 году была создана GIIN — ассоциация главных игроков рынка импакт-инвестирования. GIIN запустила IRIS (Impact Reporting and Investment Standards) — систему критериев для оценки социального и экологического воздействия. Bloomberg на регулярной основе начинает освещение новостей сферы устойчивого развития.
В 2010 году была выпущена первая социальная облигация (SIB), в 2011 введена глобальная система рейтингования импакт-фондов организаций (GIIRS), ещё через год Morgan Stanley запустила платформу «Investing With Impact», а в 2013 году в Великобритании открылась первая социальная биржа. В 2015 году ООН приняла цели устойчивого развития.
В 2019 году рынок импакт-инвестиций установил рекорд (502 млрд долларов), как и рынок зелёных облигаций (230 млрд долларов).

## Рынок импакт-инвестирования
Число фондов, практикующих инвестиции социального воздействия сильно выросло в 2000—2010-е годы. Рост инвестиций социального воздействия частично объясняется критикой традиционных форм благотворительности и международного сотрудничества, которые характеризуются как неустойчивые и зависимые от целей — или прихотей — соответствующих доноров. Доклад исследовательской фирмы Monitor Deloitte от 2009 года содержал прогноз, что эта индустрия может вырасти с 50 миллиардов долларов (в активах) до 500 миллиардов в течение следующего десятилетия.
Этот прогноз оправдался: по данным GIIN, капитализация глобального рынка импакт-инвестиций на конец 2018 года составила 502 млрд долларов (без учёта средств индивидуальных инвесторов и средств, привлечённых через зелёные облигации). К этому времени на рынке импакт-инвестиций присутствовало 1340 игроков. Большинство из них представляют собой небольшие организации, хотя встречаются инвесторы, управляющие очень крупными инвестиционными портфелями, например, крупные американские финансовые группы. Медианный объём фонда импакт-инвестирования составляет 29 млн долларов, средний объём — 452 миллиона. 51 % активов приходится на организации, управляющие капиталом или фондами, 27 % — на финансовые институты развития (нацеленные на обеспечение устойчивого роста национальной экономики и находящиеся, как правило, под контролем и управлением национальных правительств), 12 % — на прочие финансовые институты (включая банки), 6 % — на пенсионные фонды, 2 % — на прочие фонды, 0,4 % — на семейные офисы и только 0,2 % — на инвестиционные компании (остальные 2 % активов приходятся на организации других типов).
Примеры за последнее десятилетия включают в себя множество инвестиций в микрофинансирование, финансовые и экологически чистые технологии. В результате опроса 266 импакт-инвесторов, проведённого GIIN, была получена информация о поддержке ими тех или иных отраслей и сфер экономики:
| Отрасль (сфера) экономики                                                                                  | Доля от общего числа опрошенных инвесторов (%) | Доля активов под управлением опрошенных инвесторов (%) |
| --- | ---------------------------------------------- | ------------------------------------------------------ |
| Энергетика                                                                                                 | 47                                             | 15                                                     |
| Микрофинансирование                                                                                        | 31                                             | 13                                                     |
| Финансовые услуги (кроме микрофинансирования)                                                              | 40                                             | 11                                                     |
| Продовольственное и сельское хозяйство                                                                     | 58                                             | 10                                                     |
| Строительство                                                                                              | 39                                             | 7                                                      |
| Вода, санитария и гигиена                                                                                  | 24                                             | 7                                                      |
| Здравоохранение                                                                                            | 42                                             | 6                                                      |
| Лесничество                                                                                                | 16                                             | 5                                                      |
| Образование                                                                                                | 40                                             | 4                                                      |
| Инфраструктура                                                                                             | 19                                             | 4                                                      |
| Информационные и коммуникационные технологии                                                               | 24                                             | 2                                                      |
| Производство                                                                                               | 18                                             | 2                                                      |
| Искусство и культура                                                                                       | 7                                              | 0,1                                                    |
| Другое (коммерческая недвижимость, розничная торговля, развитие сообществ и многоотраслевое распределение) | 51                                             | 15                                                     |

### Капитал инвестирования и формы предприятий
Капитал импакт-инвестирования может заключаться в различных формах, включая собственный капитал, заёмный, оборотный капитал, кредитные гарантии.
Организации, получающие капитал в виде импакт-инвестиций могут иметь разную юридическую форму: коммерческую, некоммерческую или гибридную. Для повышения привлекательности социальных предприятий как объектов инвестирования в разных странах были разработаны специальные организационно-правовые формы таких предприятий. Они предполагают дополнительные условия и ограничения деятельности социальных предприятий: ограничение или запрет распределения прибыли, обязательную регулярную отчётность о ходе выполнения социальной миссии, приоритет достижения уставных социальных целей перед интересами акционеров, а также некоторые дополнительные возможности, например, привлечение пожертвований наравне с благотворительными организациями.
Примерами таких специальных организационно-правовые форм предприятий могут служить: B-корпорации (корпорации общественного блага) и низкоприбыльные компании с ограниченной
ответственностью (L3C) в США, компании с общественными интересами (Community Interest Company, CIC) в Великобритании или компании содействия обществу (Community Contribution Company, CCC) в Канаде.

### Импакт-инвестирование и краудфандинг
Импакт-инвестирование отличается от деятельности краудфандинговых платформ, таких как Indiegogo или Kickstarter, поскольку инвестиции социального воздействия — это, как правило, долговые или долевые инвестиции, превышающие 1000 долларов США — с более чем традиционными для венчурного капитала сроками выплат — и «стратегия выхода» (традиционное первичное публичное размещение (IPO) или выкуп «стартапа» в коммерческом секторе) может отсутствовать. Хотя некоторые социальные предприятия являются некоммерческими организациями, инвестиции социального воздействия, как правило, предполагают получение прибыли, а также следование социальной или экологической миссии компании.

## Инструменты импакт-инвестирования
Как правило, инструменты рынка импакт-инвестиций — это обычные долговые и долевые финансовые рыночные инструменты, адаптированные под нужды социальных предприятий. Они могут предоставляться на льготных, более мягких условиях, например, по более низким процентным ставкам, или с более длительным сроком займа. Среди таких инструментов можно выделить:
- Квазикапитал (участие в прибыли)
- Промежуточное финансирование
- Инвестиции в доли и акции социальных предприятий
- Облигации (социальные, зелёные, облигации развития)
- Долговые инструменты (залоговые и беззалоговые кредиты, займы, конвертируемые займы)
- Смешанное финансирование (комбинация долгового, грантового финансирования, государственных или банковских гарантий)

Ключевым финансовыми инструментами в социальном инвестировании являются зелёные и социальные облигации.

## Измерение социального и экологического воздействия
В настоящее время (2020 год) единый подход к измерению социальных и экологических результатов импакт-инвестиций отсутствует. Эта проблема является ключевой для рынка таких инвестиций. Аналитики вынуждены опираться на количественные (валовые) показатели: число бенефициаров, число созданных рабочих мест и т. д., но они не дают полной картины достигнутых результатов. Разработаны некоторые стандарты измерений, например:
- Стандарты импакт-ивестирования и отчётности — IRIS (Impact Reporting and Investment Standards), разработанные GIIN. Всего разработано более 400 стандартных показателей по различным отраслям: сельское хозяйство, образование, здравоохранение, энергетика, экология, финансовые услуги, строительство жилья, водные ресурсы, утилизация мусора и др.
- Цели устойчивого развития ООН (ЦУР) — стандартный набор из 169 показателей по 17 целям, по каждой из которых оцениваются количественные результаты. Например по ЦУР 1 «Здоровье и благополучие» в расчёт берутся такие показатели, как количество людей, получивших более качественные медицинские услуги, снижение стоимости стандартных медицинских услуг и др. Эта система оценок набирает популярность.
- Делаются попытки учитывать в оценках влияние достигнутых результатов на жизнь людей в более отдалённой перспективе: 5, 10 или 20 лет[26].

В проекте Impact Management Project заняты около 2000 специалистов. Они решают проблему оптимизации и унификации системы измерения, что позволит также решить задачу прогнозируемого управления воздействием (импактом). В своей работе исследователи применяют новейшие подходы и технологии. Например, фонд Acumen проводит оптимизацию данных, используемых при анализе (lean data); накоплен определённый опыт работы с блокчейном.
Эти метрики успешно внедряются в среде импакт-инвесторов, но пока ни одна из них не получила решающего признания, многие инвесторы пользуются двумя-тремя системами: 72 % опрошенных используют ЦУР, 48 % — IRIS, 33 % — наработки Impact Management Project.

## Институциональное социально-преобразующее инвестирование

### Институциональные инвесторы
Инвестиции социального воздействия различают по классам активов и по объёму инвестиций. Среди самых известных — прямые инвестиции или венчурный капитал. «Социальный венчурный капитал» или так называемый «терпеливый капитал», — импакт-инвестиции, структурированные аналогично любому другому венчурному капиталу. Инвесторы могут играть активную роль наставников или вести компанию к процветанию, подобно тому, как венчурная фирма способствует росту компании на ранней стадии. Хедж-фонды и фонды частного акционерного капитала также могут следовать стратегии импакт-инвестирования.
Существуют также «акселераторы» импакт-инвестирования, занимающиеся посевными и
ранними венчурными инвестициями. Схожие с бизнес-акселераторами для традиционных стартапов, акселераторы импакт-инвестирования предоставляют меньшие объёмы капитала, чем обычно принято на первом раунде финансирования или в случае крупных инвестиционных сделок. Большинство импакт-инвестирующих ускорителей представляют собой некоммерческие организации, привлекающие гранты от крупных доноров на оплаты услуг по развитию бизнеса; однако, коммерчески ориентированные ускорители гарантируют инвестиционную готовность и предоставление консультационных услуг для привлечение капитала.
Крупные корпорации также формируются в качестве мощных механизмов для социально-преобразующих инвестиций. Компании, стремящиеся создавать общие ценности через развитие новых продуктов/услуг, или преобразующие свою деятельность в позитивном ключе, начинают привлекать импакт-инвестиции в производственно-сбытовые цепи, в частности, в цепи поставок.
Многие финансовые институты развития, такие как британская Корпорация развития Содружества или норвежский фонд Norfund, также можно отнести к импакт-инвесторам, поскольку они выделяют часть своего портфеля на активы, обеспечивающие финансовые, а также социальные или экологические выгоды.

### Участие фондов в инвестировании миссий
Инвестирование миссии — это инвестиции фондов и других целевых организаций для последовательного и стабильного достижения ими филантропических целей. Такое инвестирование включает в себя любой тип инвестиций, предназначенных как для создания значимого социального или экологического эффекта, так и для получения финансовой отдачи:
- Программное инвестирование (PRI) или другое льготное (ниже рынка) инвестирование, применяется в основном для достижения программных, а не финансовых целей. Эта категория включает в себя грантовую поддержку, капитализацию (акционирование), субординированные кредиты, займы, денежные депозиты на условиях ниже рыночных и кредитные гарантии. Для частных фондов PRI рассчитывают из 5 % годовых.
- Рыночное инвестирование (МРТ) должно, по законам рынка, генерировать финансовую отдачу, сравнимую с отдачей от обычных инвестиций аналогичного типа и степени риска. Рыночные инвестиции призваны оказать позитивное воздействие, одновременно способствуя долгосрочной финансовой стабильности и росту накоплений. В эту категорию входят банковские депозиты с рыночной ставкой, инструменты фиксированной доходности (облигации), частный капитал и акционерный капитал (акции)[33].

## Частные инвесторы
Социально-преобразующее инвестирование исторически происходило через механизмы, ориентированные на институциональных инвесторов. Однако, существуют способы осуществления импакт-инвестирования и для частных инвесторов.

### Биржевые фонды
Биржевые инвестиционные фонды, такие как SPDR Gender Diversity ETF из State Street Global Advisors, котируются на бирже и, следовательно, доступны любому владельцу брокерского счёта. Morgan Stanley Capital International предлагает 11 экологических, социальных и управленческих индексов ETF, включая популярные низкоуглеродный индекс и индекс устойчивости.

### Синдикат или совместное инвестирование
Существуют группы бизнес-ангелов сосредоточенных на воздействии, когда частные инвесторы объединяются и выступают в виде синдиката. В качестве примеров можно привести группу Investors' Circle в США, Clearly Social Angels в Великобритании или Toniic в Европе.

### Цифровые платформы микрофинансирования
Также существуют Инвестиционные веб-площадки, предлагающие сравнительно низкую стоимость инвестирования. Поскольку сделки с акциями могут быть чрезмерно дорогими для небольших транзакций, на этих платформах преобладают микрофинансовые ссуды, а не инвестиции в акционерный капитал. Интернет-сервис MyC4, основанный в 2006 году, позволяет розничным инвесторам получить кредит для малого бизнеса в африканских странах через местных посредников. Microplace был одним из первых поставщиков таких услуг в Соединённых Штатах, этот сервис прекратил принимать новые кредиты в 2014 году, заявив, что результаты «не масштабировались до широкомасштабного социального воздействия, к которому мы стремимся».
Инвестиции социального воздействия в Азии — это растущий сектор, в котором в настоящее время находится много фондов. Однако, до сих пор многие компании страдают от недостатка надёжных каналов инвестиций.

## Сдерживающие факторы и перспективы
Для развития рынка импакт-инвестиций необходимо гармоничное и скоординированное развитие четырёх факторов: предложение со стороны импакт-инвесторов, спрос со стороны социальных предпринимателей, эффективность посредников и помощь со стороны государства.
Наилучшая ситуация на этом рынке складывается с предложением: импакт-инвестиции к своему инвестиционному портфелю добавили такие крупные игроки, как Bain Capital, BlackRock, Credit Suisse, Goldman Sachs, JPMorgan Chase.
В ряде стран государство оказывает поддержку этому виду деловой активности: например в Великобритании, Японии, Австралии пенсионные фонды имеют право участвовать в импакт-инвестировании. Также в некоторых странах государство предоставляет импакт-инвесторам налоговые и другие льготы, законодательно закрепляет понятие «социальное предпринимательство», создаёт для социальных предпринимателей специальные организационно-правовые формы, учреждает государственные фонды импакт-инвестиций.
В качестве позитивного признака созревания рынка социально-преобразующих инвестиций можно рассматривать и появление посреднических организаций и платформ. Посредники могут обеспечить коммуникацию между импакт-инвесторами и социальными предпринимателями (социальные биржи, брокеры и платформы), выдавать социальным предпринимателям гранты на прединвестиционную подготовку (фонды подготовки к инвестициям), организовывать акселераторы, консультировать, помогать в разработке проектов, обучать, сертифицировать инвесторов, получателей инвестиций или инструменты инвестирования. Однако, по состоянию на 2020 год, такие посреднические структуры в основном обслуживают только крупных инвесторов: фонды, состоятельных частных лиц, семейные офисы. В то же время, наблюдается высокий спрос на подобные услуги со стороны частных инвесторов, располагающих небольшими инвестиционными ресурсами. Согласно материалам доклада, подготовленного глобальной сетью TONIC, 43 % посредников и консультантов работают исключительно с импакт-инвестициями, остальные 57 % рассматривают импакт-инвестиции как часть более традиционного портфеля.
Главная же сдерживающая диспропорция: недостаток инвестиционно привлекательных социальных и экологических проектов, при значительном числе потенциальных инвесторов, готовых предоставить свой капитал для их поддержки. Причина несоответствия в слабой подготовке большинства социальных предпринимателей, неспособных разработать устойчивую бизнес-модель своего проекта, что обуславливает высокие инвестиционные риски. Социальные предприниматели зачастую не имеют опыта бизнеса, в отличие от потенциальных инвесторов, у этих групп разная деловая культура, различные ожидания от сотрудничества, что выливается в непонимание и невозможность эффективного взаимодействия. Данная проблема решается обучением социальных предпринимателей основам ведения бизнеса и дальнейшей их подготовкой к работе с импакт-инвесторами. Например, в Великобритании вторую задачу решают специально создаваемые фонды.
Влияние этих факторов варьирует в зависимости от региона, в частности, инвесторы США и Канады испытывают недостаток государственной поддержки, а инвесторы Западной Европы указывают на дефицит качественных исследований в этой области. Сложная ситуация на рынках Юго-Восточной Азии, где низкий уровень измерения социального и экологического воздействия усугубляется нехваткой инвестиционного капитала и квалифицированных специалистов.

## Рынок социально-преобразующих инвестиций в России
Государственные инструменты поддержки и инициативы
В России не приняты федеральные законы, непосредственно регулирующие правоотношения, связанные с внедрением и реализацией повестки устойчивого развития. Действующие федеральные законы также не содержат специальных норм, стимулирующих импакт-инвестиции и регулирующие их внедрение. В отсутствие законодательной базы, государство использует непрямые методы стимулирования импакт-инвесторов. Так, Минэкономразвития был подготовлен проект федерального закона «О публичной нефинансовой отчетности» и проект постановления Правительства России «Об утверждении перечня ключевых (базовых) показателей публичной нефинансовой отчетности», содержащий экономические, социальные и экологические показатели деятельности компаний. Также подготовлены либо введены разнообразные санкционные и регулирующие меры: проект федерального закона «Об ограничении выбросов парниковых газов», обязательная сдача публичной нефинансовой отчетности в отношении эмиссии ценных бумаг, штрафные санкции в случае нанесения вреда окружающей среде и т. д. Также вводятся меры положительного стимулирования: нулевые ввозны пошлины и сниженные налоги на электромобили, ВЭБ.РФ разрабатывает национальную систему зелёного финансирования.
В июне 2019 года был запущен первый пилотный проект социального воздействия в Якутии (Саха). Период реализации проекта — с 2019 по 2022 годы, цель — повышение образовательных результатов учащихся школ. В проекте принимают участие около 5 тысяч школьников.
Примеры импакт-инвестиций бизнеса
В 2021 году российская редакция Forbes провела опрос-исследования богатейших предпринимателей страны, чтобы выяснить, как и сколько они тратят на решение глобальных социальных и экологических проблем. Выяснилось, что собственно инвестиционных импакт-проектов в России немного. Среди них выделяются проекты фонда Игоря Рыбакова (например, приобретение 25 % крупнейшего проекта открытых знаний «Киберленинка» за 30 млн рублей в 2017 году), инвестиции Давида Якобашвили в производство экологичных видов топлива, участие Виктора Вексельберга в основании производителя солнечных модулей «Хевел», беспроцентные займы от фонда «Наше будущее» Вагита Алекперова и некоторые другие примеры..
Рынок облигаций устойчивого финансирования
Рынок облигаций устойчивого развития в России по состоянию на 2021 год находится в стадии формирования, на апрель 2021 года его объём оценивался в 2 млрд долларов (тогда как мировой рынок оценивается в 1,3 трлн долларов). Первые «зелёные» облигации в России, общей номинальной стоимостью 1,1 млрд рублей, вышли в конце 2018 года: их разместила на Московской бирже компания «Ресурсосбережение ХМАО». Осенью 2020 года ОАО «Российские железные дороги» установили рекорд объёма размещения зелёных облигаций на российском рынке: 100 млрд рублей по ставке 7,25 % годовых — это размещение стало крупнейшим в истории компании. Весной 2021 года Москва стала первым российским регионом, разместившим «зелёные» облигации, — объёмом 70 миллиардов рублей на семилетний срок. Весной 2021 года первым корпоративным эмитентом социальных облигаций на российском рынке стала компания МТС, занявшая 4,5 млрд рублей под 6,5 % годовых на обеспечение доступа к интернету социально значимых объектов в регионах страны.
В 2019 году на Московской бирже при содействии Банка России был создан Сектор устойчивого развития для финансирования проектов в области экологии и социально значимых проектов. Работа Сектора организована в трёх сегментах: сегмент «зелёных» облигаций, «социальных» облигаций и сегмент национальных проектов. По состоянию на сентябрь 2021 года, в секторе обращались 18 выпусков «зелёных» и «социальных» облигаций общим объёмом эмиссии 118 млрд рублей.
Банковские продукты
По данным опроса рейтингового агентства «Эксперт РА», на 2021 год почти половина российских банков из «топ-20» имеют на своих балансах зелёные или социальные кредиты, а треть крупнейших банков внедрили в кредитный процесс ESG-оценку заемщиков.
Банки, как и прочие организации, могут выпускать «зелёные» или социальные облигации. В ноябре 2019 года банк «Центр-инвест» выпустил первые в России банковские зелёные облигации объёмом 250 млн рублей. В декабре 2020 года на Московской бирже был размещён новый выпуска зелёных облигаций банка «Центр-инвест» объёмом 300 млн рублей. В январе 2021 года Совкомбанк выпустил социальные еврооблигации объёмом 300 млн долларов на 4 года. Полученные средства банк направил на финансирование проекта карты рассрочки «Халва», по оценке агентства Sustainalytics, являющейся социальным проектом.
Инфраструктура поддержки импакт-инвестиций
Среди организаций, формирующих инфраструктуру поддержки импакт-инвестиций в России, можно выделить фонд «Наше будущее» (беспроцентные займы и все прочие виды поддержки на конкурсной основе), Impact Hub Moscow (организационная и информационная поддержка, финансирование на конкурсной основе), фонд «Навстречу переменам» (обучение, информационная поддержка, коммуникации, начальное финансирование для лучших проектов) и некоторые другие.

## Критика и стереотипы
Широко распространено мнение о несовместимости максимизации доходности и социального эффекта. Однако исследование, проведённое Morgan Stanley в 2015 году, показало, что большинство инвесторов, держащих в своих портфелях компании с социальной миссией, достигают даже более высокой доходности и сталкиваются с меньшей волатильностью, чем обычные фонды акций. Исследование Morgan Stanley 2019 года, где было рассмотрены данные по 11 тысячам паевых фондов за 2004—2018 годы, подтвердило эти выводы. Сведения, полученные GIIN в результате опроса инвесторов, также согласуются с результатами Morgan Stanley: полное удовлетворение социальным эффектом и финансовым результатом отметили 82 % и 76 % респондентов соответственно, а 15 % опрошенных заявили, что финансовая и социальная отдача превзошла их ожидания.
Другими мишенями для критиков социально-преобразующего инвестирования являются недостаточное понимание механизмов социального воздействия и слабые навыки его измерения.
Наконец, импакт-инвестирование могут дискредитировать недобросовестные компании, так называемые «гринвошеры» (англ. green washing) и «импакт-вошеры» (англ. impact washing), не ведущие реальной экологической или социальной деятельности, но заявляющие о ней с целью получения покупательской лояльности и роста продаж. Противодействием такого рода компаниям могут служить системы сертификации экологических и социальных предприятий, а также унификация подходов к оценке экологического или социального эффекта.